# Valdelacasa
Valdelacasa – gmina w Hiszpanii, w prowincji Salamanka, w Kastylii i León, o powierzchni 8,22 km². W 2011 roku gmina liczyła 262 mieszkańców.